# 710 Gertrud
710 Gertrud eller 1911 LM är en asteroid i huvudbältet, som upptäcktes den 28 februari 1911 av den österrikiske astronomen Johann Palisa. Den är uppkallad efter den österrikiske astronomen Joseph Rhedens dotter Gertrud Rheden.
Asteroiden har en diameter på ungefär 29 kilometer och tillhör asteroidgruppen Themis.